# Alternativa Alemana
La Alternativa Alemana (en alemán: Deutsche Alternative o DA) fue una organización neonazi creada en Alemania por Michael Kühnen en 1989.

## Ideología
Su objetivo declarado era la restauración de la Alemania nazi y el rechazo a la cesión de zonas alemanas en Europa del Este después de la Segunda Guerra Mundial y toda la inmigración a Alemania, alegando que ya había demasiados extranjeros en el país.

## Historia
El grupo era un sucesor de la efímera Nationale Sammlung, creada a raíz de la expulsión de Kühnen del Freiheitliche Deutsche Arbeiterpartei debido a su homosexualidad. Se constituyó como brazo político legal del Gesinnungsgemeinschaft der Neuen Front (GDNF), la organización neonazi más militada de Kühnen. Después de su fundación, recibió a miembros de GDNF, Die Republikaner  y el Partido Nacionaldemócrata de Alemania (NPD). 
El grupo estuvo organizado bajo el nombre de Nationale Alternative en la antigua Alemania del Este, con Ingo Hasselbach como líder. Este disfraz de la DA organizó campos de entrenamiento militar en Berlín Este y estableció estrechos vínculos con otros grupos y con figuras internacionales como Gary Lauck. Sin embargo, después de alrededor de un año de intensa actividad, este brazo de la DA se vino abajo.
Después de que Kühnen se contagiara con el virus del sida -relacionado con su muerte en 1991- Frank Hübner se convirtió en el nuevo presidente de la organización, mientras que René Koswig asumió el papel de portavoz. Ambos provenían de Alemania del Este. Esto llevó a unos ochenta miembros, sobre todo de la parte occidental del país, a dejar la DA para iniciar otros movimientos, como el Deutsches Hessen, el Nationaler Block, la Volkstreue Liste y el Deutscher Weg.
El grupo fue prohibido en 1992 al igual que el Frente Nacionalista y la Ofensiva Nacional tras un incendio provocado en un refugio de solicitantes de asilo en Mölln, Schleswig-Holstein. En ese momento, tenía 340 miembros  y organizaciones estatales en Renania-Palatinado, Brandeburgo, Sajonia, Berlín y Bremen. En Cottbus, llegó a tener incluso más miembros que el Partido Socialdemócrata de Alemania.